# École d'artillerie Michel

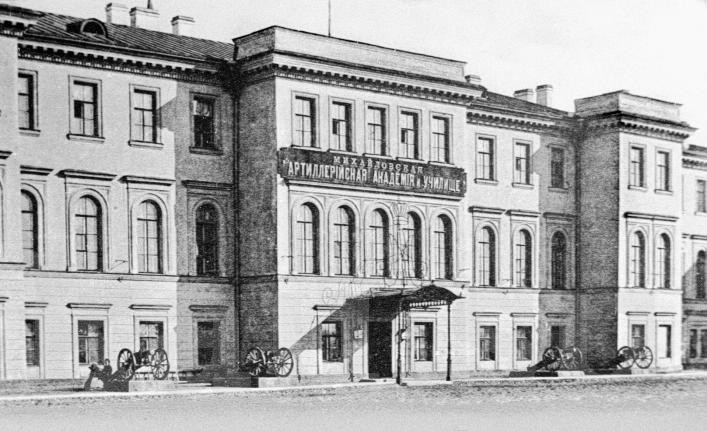
Façade de l'école d'artillerie Michel.

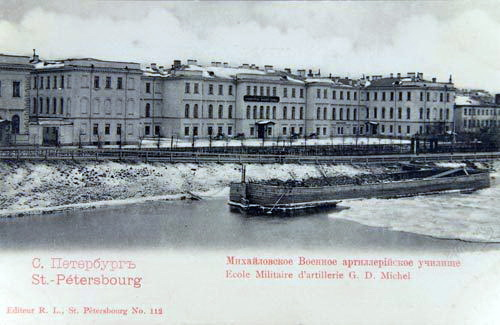
L'école d'artillerie Grand-Duc-Michel vers 1900.

L'école d'artillerie Michel (Mиха́йловское артиллери́йское учи́лище) est un établissement d'enseignement militaire de l'Empire russe  ouvert à Saint-Pétersbourg le 25 novembre 1820 à l'initiative du grand-duc Michel (ВП du 9 mai 1820), pour la formation d'officiers d'artillerie. Plus tard, il devient un établissement préparant à l'admission à l'académie d'artillerie Michel. 
Initialement, l'école est conçue pour 120 élèves à plein temps et 28 élèves surnuméraires et prévoit un programme d'études de 5 ans. Après la mort de son fondateur, l'école reçoit le nom de « Michel » (VP 19 septembre 1849). La première promotion officielle des classes de junkers a lieu en février 1823, les classes d'officiers en 1825 (38 officiers en sont sortis  le 11 janvier). 
L'école est officiellement dissoute le 6 novembre 1917, mais, en fait elle est réorganisée comme Premier cours de commandement d'artillerie de Pétrograd.
Au total, au cours de ses plus de 90 ans d'existence, l'école a diplômé plus de 5 000 officiers d'artillerie. 
La fête de l'établissement est le 25 novembre (8 décembre). La chapelle de l'école, placée sous le patronage de saint Alexandre Nevsky, a été consacrée en 1825. 

## Statistiques
À son ouverture, l'école comprend un département d'enseignement pour junkers (élèves-officiers). En 1820, elle compte 19 junkers venus de départements d'enseignement et 22 nouveaux arrivants. En 1821, 76 nouveaux élèves arrivent. Les junkers sont répartis en trois classes suivant leur niveau. En 1822, des classes supplémentaires de junkers sont ouvertes : une classe supérieure (la quatrième) et une classe inférieure (la préparatoire) sont ouvertes. Une classe inférieure de la section des officiers est ouverte en 1823, et une classe supérieure en 1824. Dans la section des officiers, tous les officiers d'artillerie de Saint-Pétersbourg sont également autorisés à assister à des conférences. L'école n'accepte au départ que les fils de la noblesse héréditaire âgés de 14 à 18 ans (selon la classe dans laquelle le candidat était entré). Pour entrer, il faut passer des examens stricts - avant 1823 au département d'artillerie du Comité scientifique militaire, puis à l'école. Plus tard, l'école commence à accepter des garçons d'autres classes de la société. En 1828, l'école accepte dans les classes d'officiers des étudiants diplômés de différents corps de cadets. En 1853, de nouveau, seuls les enfants de nobles héréditaires sont admis aux examens d'entrée. 

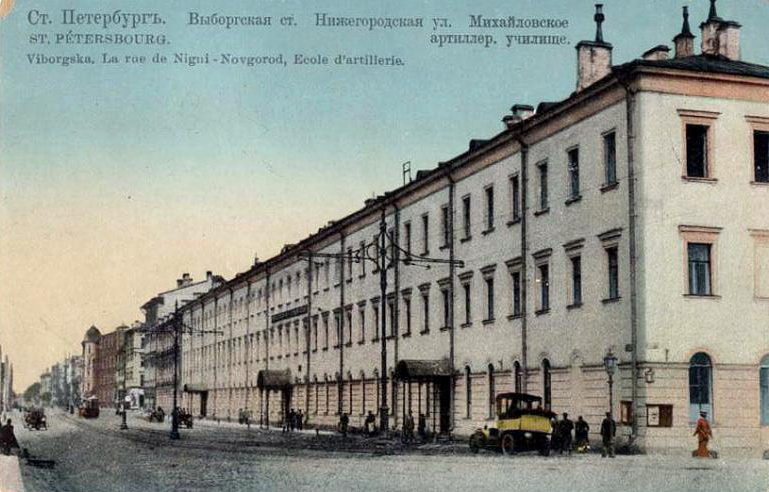
Façade de l'École pyrotechnique donnant rue Nijni Novgorod (côté de Vyborg).

Dans la première moitié du XIXe siècle, un grand nombre d'élèves ne peuvent terminer leurs cours diplômés. Des promotions de 1825 à 1857 (1 197 élèves), 597 (50%) sont admis en classes d'officiers et 327 (28%) ne sont pas admis au grade d'officier. C'est pourquoi à la fin des anées 1850, une réforme progressive de l'école est effectuée. Le 30 août 1855, les classes d'officiers sont réorganisées peu à peu à l'école d'artillerie Michel. En 1856, la classe des élèves les plus jeunes est fermée. En 1859, l'ordre de recrutement de l'école change: les élèves-officiers (junkers) et les sous-officiers (feuerwerkers) venus de l'enseignement secondaire et supérieur (les derniers admis directement dans la classe supérieure) sont admis dans les deux classes restantes, quelle que soit leur origine. Ils étudient soit selon un système d'externat, soit pour ceux le nécessitant selon un système d'internat. Les étudiants externes portent l'uniforme de leurs unités, et sont subordonnés et affectés à une unité d'artillerie stationnée à Saint-Pétersbourg. L'école n'a pas le droit de leur imposer des sanctions militaires et ne suit que leur processus éducatif. À partir de 1860, le recrutement s'effectue presque entièrement à partir des diplômés des corps de cadets. En 1861, les départements d'artillerie des troisièmes classes spéciales de l'école d'artillerie Constantin et ceux de tous les corps de cadets sont fermés, et tous les élèves de ces classes sont transférés à l'école Michel (en 1862 - 89 élèves, en 1863 - 109, en 1864 - 53), pour composer une classe spéciale supérieure  avec un programme d'études en un an. En 1863, l'admission par examen (junkers) et les études en externat (étudiants externes) sont interrompues. À partir de cette année académique, l'enseignement ne s'est fait que sur une année et n'est achevé qu'aux frais des départements d'artillerie de la troisième classe spéciale dans d'autres établissements d'enseignement. 

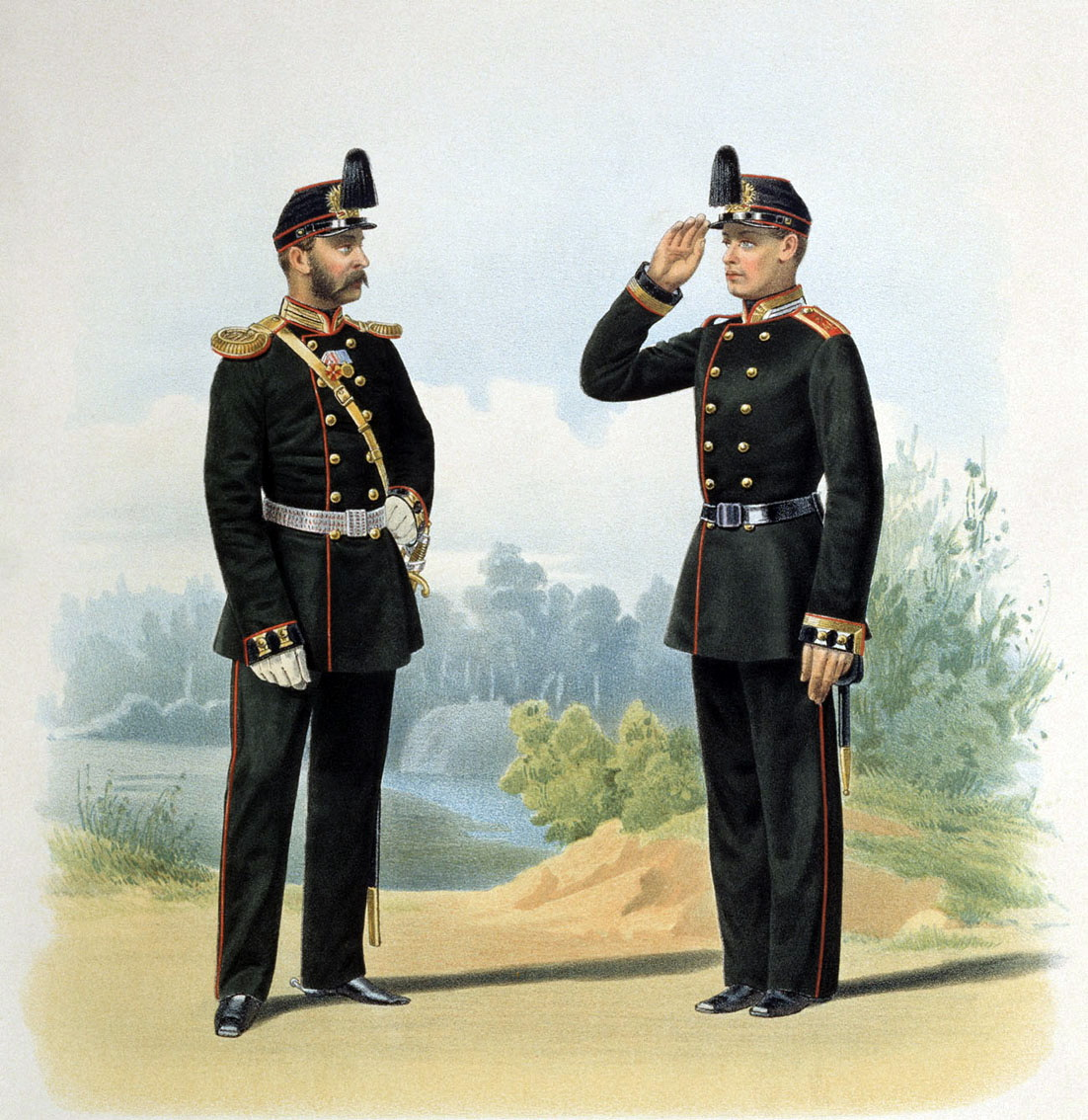
Karl Piratski, Ober-ofitser et junker de l'école Michel en grand uniforme (1864).

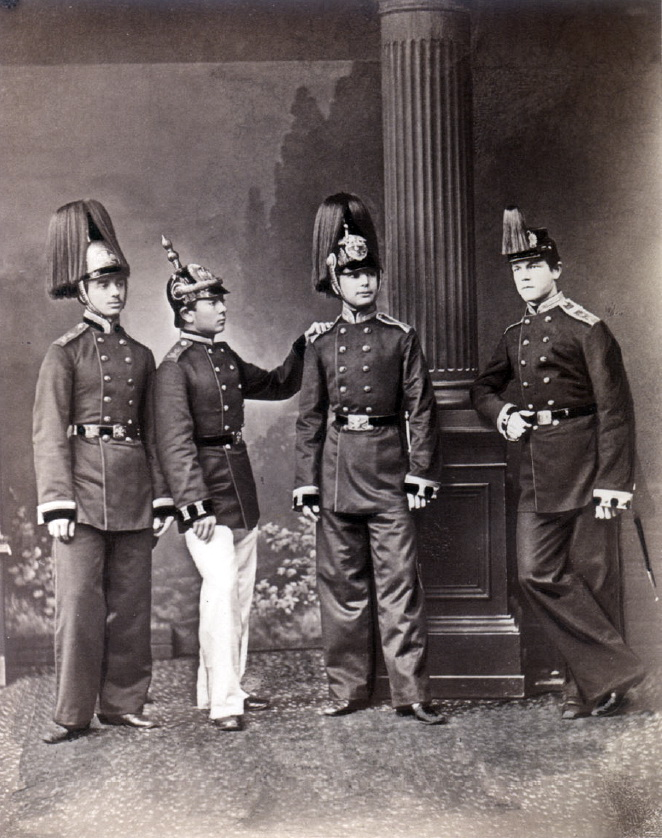
Élèves de l'école d'artillerie Michel.

En 1865, avec le changement de nom des corps de cadets en lycées militaires, l'école Michel est réorganisée selon un cursus de trois ans réparti en trois classes. L'admission dans la classe des plus jeunes se fait sans examen d'entrée pour les élèves ayant terminé le lycée militaire, ou sur examen pour les élèves âgés de 16 ans venant de lycées non militaires. En fait la presque totalité des admis provient de lycées militaires, les autres ne représentant que 5 à 7%. Les élèves des écoles militaires interarmes à la fin de leur cours ont le droit d'entrer dans la 3e année de l'école, divisée en deux sections : section mathématique — pour ceux qui ont réussi les classes cadette et moyenne d'une école militaire, ainsi que pour leurs élèves, et section de combattants (préparation pour les troupes avec un cours un peu plus léger) - où les junkers transférés des écoles interarmes sont admis, et selon un examen spécial, les personnes ayant les droits d'engagés volontaires de 1re catégorie. La section de combattants est supprimée au début des années 1890. En 1894, un cours obligatoire de deux ans est introduit à l'école, et seuls les cadets les meilleurs sont admis en troisième année, qui comptait 60 à 80 personnes, tandis que la première et la deuxième années comprenaient chacune de 180 à 190 élèves.

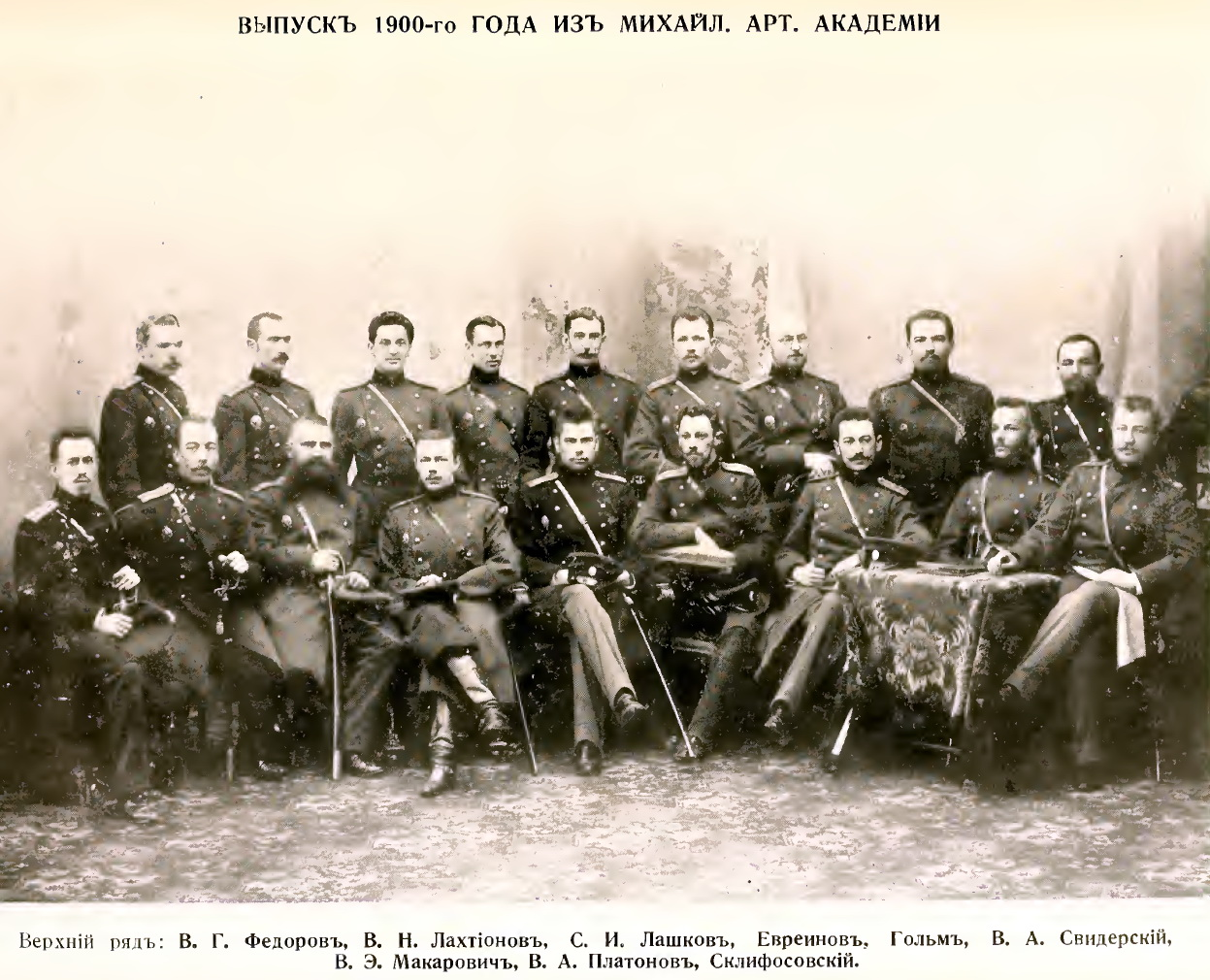
Promotion d'officiers de 1900.

Ce cours supplémentaire donne le droit  de s'inscrire à l'école d'artillerie Michel ou, en l'absence d'un tel désir de la part du diplômé, donne le droit d'être diplômé de la Garde. La célébration de promotion des nouveaux officiers a lieu chaque année le 28 avril à Tsarskoïe Selo; elle n'est pas fêtée solennellement, mais prend le caractère d'une fête de famille. Les junkers sont félicités par l'empereur lui-même qui après la cérémonie les reçoit pour un banquet. Pour la promotion des officiers de la troisième année supplémentaire, les junkers reçoivent 600 roubles pour leur uniforme. À la fin du cours de deux ans, le titre de sous-lieutenant est décerné aux élèves. En 1903, un programme d'études de trois ans, obligatoire pour tous les junkers, est mis en place.
Au début de la Première Guerre mondiale, l'école, comme d'autres écoles militaires, passe à un programme d'études accéléré de huit mois. Les jeunes commencent à obtenir leur diplôme avec le grade d'enseigne.

## Anciens élèves
- Alexandre Svetchine (1897)
- Oleksi Almazov en 1907.